# Partito Comunista (Serbia)
Il Partito Comunista (in serbo Комунистичка партија?, Komunistička partija; acronimo in serbo KП?, KP) è stato un partito politico serbo di ispirazione comunista operativo dal 2010 al 2022. Presidente del partito è stato Josip Joška Broz, nipote del maresciallo Josip Broz Tito.

## Storia
Il partito si presenta autonomamente alle elezioni parlamentari del 2012 ottenendo 28.977 voti, pari allo 0,74%. Alle elezioni del 2014 concorre col Partito Montenegrino, che ottiene 6.388 voti, pari allo 0,10%.
Alle elezioni parlamentari del 2006 si coalizza col Partito Socialista di Serbia, che ottiene 413.770 voti, pari al 10,95%. In tale occasione, il Partito Comunista elegge un proprio candidato all'Assemblea nazionale: Josip Joška Broz. Alle elezioni del 2020 si ripresenta in coalizione con i socialisti, rieleggendo nuovamente Josip Joška Broz.
Nel gennaio 2022 decreta il proprio scioglimento, dando vita a Sinistra Serba.